# Gibberula puntillum
Gibberula puntillum је пуж из реда Neogastropoda и фамилије Marginellidae.

## Угроженост
Подаци о распрострањености ове врсте су недовољни.

## Распрострањење
Ареал врсте је ограничен на Сао Томе и Принсипе.